# Nemoria pulverata
Nemoria pulverata är en fjärilsart som beskrevs av Paul Dognin 1914. Nemoria pulverata ingår i släktet Nemoria och familjen mätare. Inga underarter finns listade i Catalogue of Life.